# Desse Jeito (álbum de Maria Rita)
Desse Jeito é um extended play (EP) lançado pela cantora e compositora brasileira Maria Rita em 2022, sendo igualmente seu primeiro lançamento após integrar o casting da gravadora Som Livre.
O projeto reúne seis canções inéditas no repertório da cantora, a maioria das quais gravadas em arranjos de Samba, sendo considerado o registro mais definitivo de sua imersão pelo gênero. Gravado em abril de 2022, Desse Jeito foi produzido pela própria Maria Rita e Leandro Pereira e conta com arranjos de Eduardo Brechó e Pretinho da Serrinha. Duas das canções do álbum são de co-autoria de Maria Rita, sendo esta a sua primeira gravação como compositora de suas próprias obras.

## Lista de faixas
| N.º | Título                                       | Compositor(es)                                | Duração |  |
| 1.  | "E Eu?"                                      | Cassiano Andrade Fred Camacho Fabrício Fontes | 3:46    |  |
| 2.  | "Desse Jeito"                                | Fred Camacho Luiz Antônio Simas               | 3:35    |  |
| 3.  | "De Bem Com a Vida"                          | Xande de Pilares Gilson Bernini               | 3:25    |  |
| 4.  | "Por Vezes" (com Thiaguinho)                 | Magno de Souza Maurílio de Oliveira           | 3:05    |  |
| 5.  | "Correria"                                   | Nego Álvaro Elvis Marlon                      | 2:48    |  |
| 6.  | "Canção para Erê Dela" (com Teresa Cristina) | Pretinho da Serrinha Rachell Luz Maria Rita   | 3:02    |  |